# Harry H. Cooley
Harry H. Cooley (* 13. November 1893 in Georgia, Vermont; † 1986) war ein US-amerikanischer Farmer und Politiker, der von 1965 bis 1969 Secretary of State von Vermont war.

## Leben
Harry H. Cooley wurde in Georgia, Vermont geboren. Er studierte Landwirtschaft und arbeitete als Farmer und Lehrer für Landwirtschaft. Cooley lebte in Randolph und war aktiv in der lokalen Politik. Er war Supervisor des White River Soil Conservation Districts von 1941 bis 1958 und Präsident der White River Dairy Cooperative von 1950 bis 1960. Für Randolph war er im Jahr 1959 als Mitglied der Demokratischen Partei Abgeordneter im Repräsentantenhaus von Vermont. Von 1965 bis 1969 war er Secretary of State von Vermont. Die Wahl im Jahr 1969 verlor er gegen den Republikaner Richard C. Thomas.
Cooley war verheiratet mit Gertrude Small Cooley. Das Paar hatte fünf Kinder. Er starb im Herbst 1986.